# Samsung Galaxy A36
Samsung Galaxy A36（サムスンギャラクシーA36）は、サムスン電子が設計、開発、販売した Android ベースのミドルレンジスマートフォンである。

Galaxy A36はグローバルに2025年3月に発表され、海外では、A56と同時に発表された。

（日本では2025年6月26日に発売）

## 主要項目

### AI機能
Galaxy A36にはAシリーズ初の本格的なAI機能「Awesome Intelligence」を搭載。「One UI 7」をベースにしており、「かこって検索」「AI消しゴム（自動サジェスト）」「フィルター（調整フィルムスタイル）」「AI編集サジェスト」「AIセレクト」「読み上げ機能」などを利用できる。

### ディスプレイ
Galaxy A36は6.7インチAMOLEDディスプレイ(2340×1080 FHD+)を搭載。
最大120Hzのリフレッシュレート対応、1200nits。

### カラー
| Color | Name                |
| ----- | ------------------- |
|       | オーサム ブラック   |
|       | オーサム ラベンダー |
|       | オーサム ホワイト   |
|       | オーサム ライム     |

### 耐久性
Galaxy A36の防水・防塵の等級はIP68

防塵: IPX5／8 IP6X 
防水: IPX8
(継続的に水中に沈めた場合でも機器が影響を受けない)

### A25との比較
| 機種名           | Galaxy A36 5G                                                                            | Galaxy A25 5G                                                                            |
| ---------------- | ---------------------------------------------------------------------------------------- | ---------------------------------------------------------------------------------------- |
| 発売日           | 2025年6月26日（SIMフリー/ドコモ）                                                        | 2025年2月27日（ドコモ/au/ソフトバンク/UQ mobile/ワイモバイル）                           |
| 画面サイズ       | 約6.7インチ                                                                              | 約6.5インチ                                                                              |
| ディスプレイ     | Super AMOLED（有機EL） 2340×1080（FHD+） 最大120Hzリフレッシュレート                     | Super AMOLED（有機EL） 2340×1080（FHD+） 最大120Hzリフレッシュレート                     |
| CPU              | Qualcomm Snapdragon 6 Gen 3（4nm）                                                       | Samsung Exynos 1280（5nm）                                                               |
| メモリ           | RAM：6GB ROM：128GB                                                                      | RAM：6GB ROM：128GB                                                                      |
| OS（出荷時）     | Android 15（One UI 7）                                                                   | Android 14（One UI 6.0）                                                                 |
| バッテリー容量   | 5,000mAh                                                                                 | 5,000mAh                                                                                 |
| 本体サイズ       | 幅：約78.2mm 高さ：約162.9mm 厚さ：約7.4mm                                               | 幅：約76.8mm 高さ：約162.1mm 厚さ：約8.3mm                                               |
| 重量             | 約195g                                                                                   | 約197g                                                                                   |
| アウトカメラ     | ・広角：約5,000万画素、F1.8、OIS ・超広角：約800万画素、F2.2 ・マクロ：約500万画素、F2.4 | ・広角：約5,000万画素、F1.8、OIS ・超広角：約800万画素、F2.2 ・マクロ：約200万画素、F2.4 |
| インカメラ       | 約1,300万画素、F2.2                                                                      | 約1,300万画素、F2.2                                                                      |
| 動画撮影         | 背面／前面ともに最大4K@30fps                                                             | 背面：最大4K@30fps、前面：1080p@30fps                                                    |
| 生体認証         | 光学式画面内指紋センサー                                                                 | 側面指紋センサー                                                                         |
| 充電器           | USB Type-C（45W急速充電）                                                                | USB Type-C（25W急速充電）                                                                |
| イヤホンジャック | 非搭載                                                                                   | 非搭載                                                                                   |
| NFC              | 対応（おサイフケータイ対応）                                                             | 対応（おサイフケータイ対応）                                                             |
| 防水防塵         | IPX5／8／IP6X（IP68相当)                                                                 | IPX5／8／IP6X（IP68相当)                                                                 |

### 予約・発売
▼docomo  
予約開始日：2025年6月19日

発売日：2025年6月26日
▼au

現在情報なし（対応未確認）
▼SoftBank

現在情報なし（対応未確認）